# Anguisia jullieni
Anguisia jullieni is een mosdiertjessoort uit de familie van de Oncousoeciidae. De wetenschappelijke naam van de soort is voor het eerst geldig gepubliceerd in 1998 door Ostrovsky.